# Gazella harmonae
Gazella harmonae — це вимерла газель, яка існувала на території сучасної Ефіопії в епоху пліоцену. Його описали Деніс Джераадс, Рене Бобе та Кей Рід у 2012 році. Приблизно розміром із живу газель доркас, тварина була відома своїми незвичайними спіральними рогами.